# ألبرت هاموند جونيور
ألبرت هاموند جونيور (بالإنجليزية: Albert Hammond, Jr.) هو كاتب أغاني ومغني وعازف قيثارة أمريكي، ولد في 9 أبريل 1980 في لوس أنجلوس في الولايات المتحدة.

## وصلات خارجية
- الموقع الرسمي
- ألبرت هاموند جونيور على موقع IMDb (الإنجليزية)
- ألبرت هاموند جونيور على موقع الموسوعة البريطانية (الإنجليزية)
- ألبرت هاموند جونيور على موقع ميوزك برينز (الإنجليزية)
- ألبرت هاموند جونيور على موقع رولينغ ستون (الإنجليزية)
- ألبرت هاموند جونيور على موقع أول ميوزيك (الإنجليزية)
- ألبرت هاموند جونيور على موقع ديسكوغز (الإنجليزية)
- ألبرت هاموند جونيور على موقع قاعدة بيانات الفيلم (الإنجليزية)